# Pentium Pro
Pentium Pro (вимовляється: Пентіум Про) — процесор Intel шостого покоління, сумісний з архітектурою x86. Процесор був анонсований 1 листопада 1995, проте доступний став дещо пізніше. Спочатку планувалося замінити цим процесором всю лінійку Pentium, але надалі від цих планів Intel відмовилася і процесор позиціонувався, в основному, як процесор для серверів і робочих станцій. Крім того, процесор міг бути використаний при складанні багатопроцесорної конфігурації (до 4-х процесорів).

## Моделі
Процесори, випущені під маркою Pentium Pro, випускалися тільки на одному ядрі, відомому під кодовою назвою P6 (назва вказувала на приналежність процесора до шостого покоління). Були випущені моделі з тактовою частотою 150, 166, 180 і 200 МГц. Також був випущений інженерний зразок з частотою 133 МГц.

## P6[1]
Незважаючи на назву Pentium це ядро сильно відрізнялося від усіх попередніх. Крім абсолютно нової архітектури, розробленої незалежно від процесорів п'ятого покоління, цей процесор відрізняло застосування технології динамічного виконання (зміни порядку виконання інструкцій) і архітектура подвійної незалежної шини (Double Independent Bus), завдяки чому зняті обмеження на пропускну здатність пам'яті. Корпусом процесора був 387-контактний SPGA (англ. staggered pin grid array), встановлюваний в Socket 8, який механічно не сумісний ні з одним роз'ємом, що випускався раніше. Socket 8 розроблявся з урахуванням того, щоб об'єднати до 4-х процесорів у багатопроцесорну структуру MPS. В одному корпусі розміщувалося відразу два кристала — саме ядро процесора і кеш-пам'ять L2. Крім того, була додана ще одна шина, яка з'єднувала процесор з кешем L2. У результаті всього цього був вперше застосований кеш L2, що працює на частоті ядра. Кеш першого рівня становив 16Кб, а кеш L2 спочатку мав розмір 256Кб (так само випускалися процесори Pentium Pro 166 і 200 з кешем L2 об'ємом 512Кб), проте, 18 серпня 1997 був анонсований процесор Pentium Pro 200 з 1Мб кеш-пам'яті L2 на борту (два кристала кеш-пам'яті L2 по 512Кб). Pentium Pro був дуже дорогим (Pentium Pro 200 з 1Мб L2 спочатку коштував $ 2675) з огляду на те, що тепер в корпусі знаходилася дорога за собівартістю кеш-пам'ять L2. Розрядність шини адреси становила 36 біт.
Слід зазначити, що Pentium Pro не підтримував технологію MMX. При 32-бітних обчисленнях і багатозадачності він значно перевершував по продуктивності Pentium, але при виконанні 16-бітних програм програвав йому. Можливо через це багато домашніх користувачів холодно зустріли Pentium Pro (тоді все ще була популярна 16-бітна операційна система Windows 3.1 і MS-DOS).

## Технічні характеристики ядра P6[2]

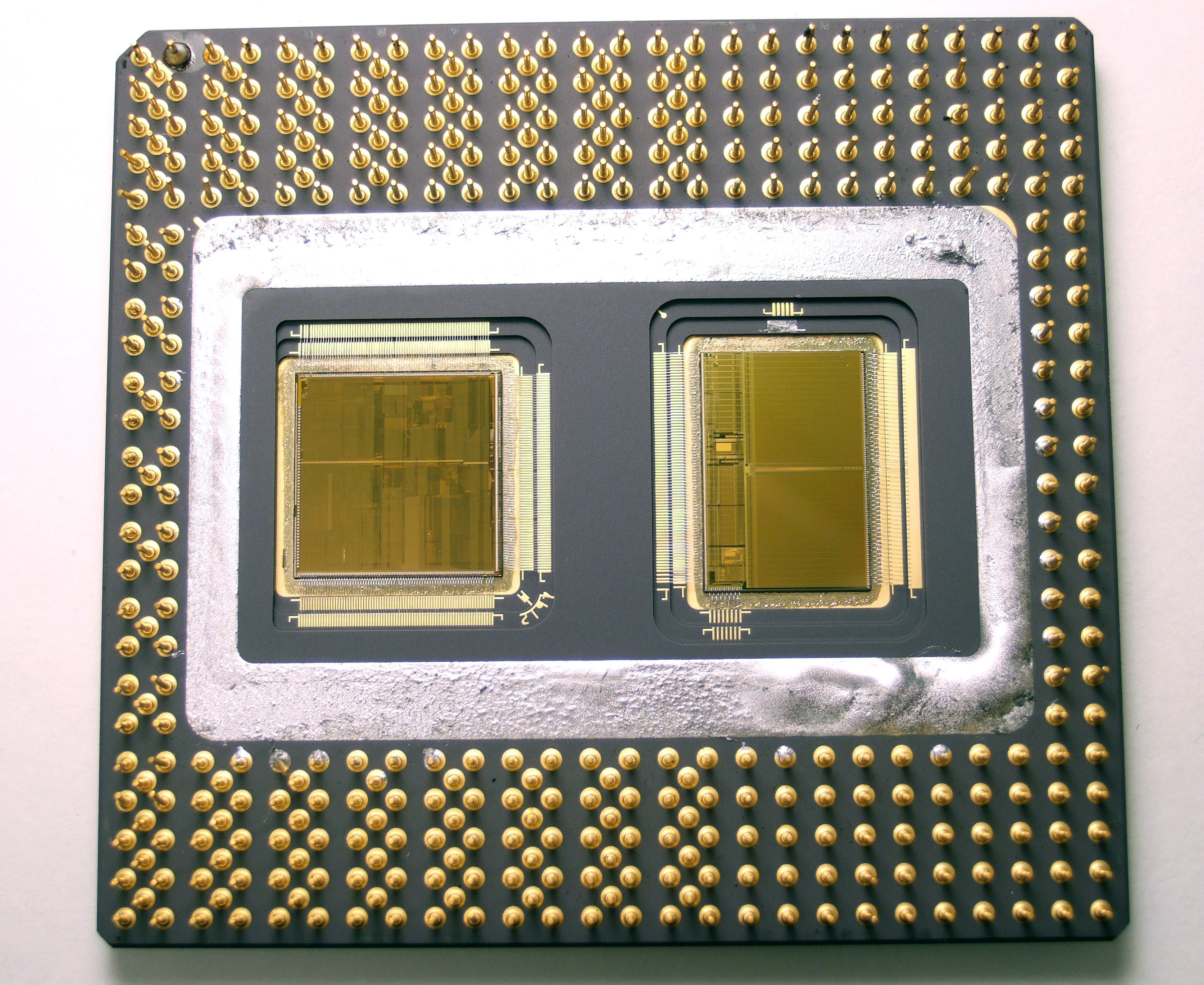
Pentium Pro 200 МГц (з кеш-пам'яттю на 256 кілобайт) зі знятою нижньою кришкою

- Дата анонсу першої моделі: 1 листопада 1995
- Тактові частоти (МГц): 150, 166, 180, 200
- Частота системної шини (FSB) (МГц): 60, 66
- Розмір кешу L1 (Кбайт): 8 (для даних) +8 (для інструкцій)
- Напруга живлення: 3,1 або 3,3 В
- Кількість транзисторів у ядрі (млн.): 5,5
- Площа кристала ядра (кв. мм): 195 або 306
- Адресна пам'ять: 64 Гбайт
- Розрядність регістрів: 32
- Розрядність зовнішньої шини: 64
- Розрядність шини адреси: 36
- Розмір кешу L2 (Кбайт): 256 Кбайт (для Pentium Pro 166 також 512Кб, для Pentium Pro 200 також 512Кб і 1Мб)
- Максимальне тепловиділення (Вт): 47
- Техпроцес (мкм): 0,5, 0,35
- Роз'єм: Socket 8
- Корпус: 387-контактний SPGA